# AJS
AJS fue una marca de la empresa británica A. J. Stevens & Co. Ltd, creada en 1856 por el antiguo herrero Joe Stevens en Wedensfield, Wolverhampton. Operó como fabricante hasta 1969, cuando la marca dejó de usarse tras la absorción de la empresa por el grupo Norton-Villiers en 1967.

## Historia
Stevens y su esposa tuvieron nueve hijos, todos los cuales se involucraron en el negocio. Mitchel, inspirado por un motor de bajo rendimiento, construyó un motor para motocicleta en 1897. Se constituyó así la Stevens Motor Manufacturing Company de Wolverhampton en 1899. Originalmente construía solo los motores que eran instalados por otros fabricantes, pero en 1911 (o 1912) comenzaron a construir sus propias motocicletas.
La firma de Albert John Stevens se fundó en 1909 y pasó a convertirse en uno de los pilares de la industria británica de motocicletas, alcanzando su punto álgido en la década de 1920 y 1930. Albert John Stevens fue uno de los cinco hermanos Stevens.
En 1930 la empresa celebró más de 100 récords mundiales, pero como tantos otros negocios sufrió dificultades financieras. En 1931 la empresa quiebra, siendo adquirida por Matchless, uno de los primeros fabricantes de motos británicos. En 1938, la marca fue incorporada con Matchless para formar Associated Motor Cycles (AMC), y en 1967 fue adquirida por Norton-Villiers que siguieron utilizando la marca para sus motos de cuatro tiempos hasta 1969. La marca sigue como AJS Motorcycles Ltd., una empresa británica que, desde 2000, vende motos fabricadas en China.

## Realizaciones
En el año 1920 se organizó el primer Tourist Trophy de la posguerra y la AJS participó en él con una motocicleta de 350 cc pilotada por Cyril Williams, que consiguió ganar pese a terminar la carrera empujando la moto hasta la meta. Esta motocicleta era particularmente interesante porque el motor de 348 cc llevaba las válvulas inclinadas a 90° y tenía la cámara de combustión de forma hemisférica. La culata, de fundición, era removible; la transmisión, totalmente por cadena, disponía dos cadenas primarias totalmente carenadas. El cambio a contraárbol de tres velocidades, como el de 1914, proporcionaba un conjunto de seis velocidades, una posibilidad que en la época se consideraba excepcional. En la famosa pista de Brooklands, esta moto, pilotada por Howard Davies, alcanzó una media de 129,500 km/h, velocidad que para una 350 podía considerarse entonces muy elevada. El año siguiente, la AJS no solo ganó el Junior Tourist Trophy reservado a las motos de 350 cc, sino también el Senior T.T., reservado a las de 500: en efecto, Howard Davies participó en la prueba de 500 con la misma moto de 350 cc con la que se había adjudicado el Junior. La AJS se convirtió así en la única marca en la larga historia del Tourist Trophy que haya conseguido ganar la categoría mayor con una 350. Ninguna otra marca ha conseguido repetir esta hazaña.
El modelo de "Boy Racer", se convirtió en una de las motos de carreras más exitosas de todos los tiempos. En 1965 la fábrica dejó sus actividades deportivas, y finalmente, en 1968, la última fábrica cerró sus puertas para siempre
En la primera mitad del siglo XX, pilotos sobre distintos modelos y cilindradas de AJS ganaron numerosas pruebas contrarreloj, el TT Isla de Man y Campeonatos del Mundo de Motociclismo hasta que, en 1954, con la muerte de Ike Hatch, su ingeniero jefe, la empresa dejó de competir.

## Imágenes
|  |  |  |  |